# Ванжуловский сельский совет (Лановецкий район)
Ванжуловский сельский совет (укр. Ванжулівська сільська рада) — входит в состав
Лановецкого района
Тернопольской области
Украины.
Административный центр сельского совета находится в 
с. Ванжулов.

## Населённые пункты совета
- с. Ванжулов
- с. Малая Карначевка